# Списак председника Скупштине града Београда
Списак председника Скупштине града Београда садржи списак свих председника Скупштине града Београда од њеног формирања 14. јуна 1963. до данас. У периоду од 1963. до 2004. функција председника Скупштине града била је највиша функција у рангу градоначелника Београда.

## 1963 — 2004.
| председници Скупштине града Београда | председници Скупштине града Београда | председници Скупштине града Београда | председници Скупштине града Београда | председници Скупштине града Београда | председници Скупштине града Београда | председници Скупштине града Београда | председници Скупштине града Београда   | председници Скупштине града Београда                                     | председници Скупштине града Београда                                     |
| сазив и избори                       | рб                                   | портрет                              | име и презиме (рођен—умро)           | почетак                              | крај                                 | трајање мандата                      | напомена                               | политичка партија                                                        | политичка подршка                                                        |
| ------------------------------------ | ------------------------------------ | ------------------------------------ | ------------------------------------ | ------------------------------------ | ------------------------------------ | ------------------------------------ | -------------------------------------- | ------------------------------------------------------------------------ | ------------------------------------------------------------------------ |
| 1. 1963—1965. (24. и 26.5.1963)      | 1                                    |                                      | Милијан Неоричић (1922—2014)         | 14. јун 1963.                        | 15. април 1965.                      | 1 година, 305 дана                   |                                        | Савез комуниста Југославије Савез комуниста Србије                       | Савез комуниста Југославије Савез комуниста Србије                       |
| 2. 1965—1967. (1965)                 | 2                                    |                                      | Бранко Пешић (1922—1986)             | 15. април 1965.                      | 11. мај 1967.                        | 9 година, 14 дана                    |                                        | Савез комуниста Југославије Савез комуниста Србије                       | Савез комуниста Југославије Савез комуниста Србије                       |
| 3. 1967—1969. (1967)                 | 2                                    | 11. мај 1967.                        | Бранко Пешић (1922—1986)             | 5. мај 1969.                         |                                      | 9 година, 14 дана                    |                                        | Савез комуниста Југославије Савез комуниста Србије                       | Савез комуниста Југославије Савез комуниста Србије                       |
| 4. 1969—1974. (1969)                 | 2                                    | 5. мај 1969.                         | Бранко Пешић (1922—1986)             | 29. април 1974.                      |                                      | 9 година, 14 дана                    |                                        | Савез комуниста Југославије Савез комуниста Србије                       | Савез комуниста Југославије Савез комуниста Србије                       |
| 5. 1974—1978. (1974)                 | 3                                    |                                      | Живорад Ковачевић (1930—2011)        | 29. април 1974.                      | 27. април 1978.                      | 8 година, 0 дана                     |                                        | Савез комуниста Југославије Савез комуниста Србије                       | Савез комуниста Југославије Савез комуниста Србије                       |
| 6. 1978—1982. (1978)                 | 3                                    | 27. април 1978.                      | Живорад Ковачевић (1930—2011)        | 29. април 1982.                      |                                      | 8 година, 0 дана                     |                                        | Савез комуниста Југославије Савез комуниста Србије                       | Савез комуниста Југославије Савез комуниста Србије                       |
| 7. 1982—1984. (1982)                 | 4                                    |                                      | Богдан Богдановић (1922—2010)        | 29. април 1982.                      | 26. април 1984.                      | 4 године, 0 дана                     |                                        | Савез комуниста Југославије Савез комуниста Србије                       | Савез комуниста Југославије Савез комуниста Србије                       |
| 7. 1982—1984. (1982)                 | 4                                    | 26. април 1984.                      | Богдан Богдановић (1922—2010)        | 29. април 1986.                      |                                      | 4 године, 0 дана                     |                                        | Савез комуниста Југославије Савез комуниста Србије                       | Савез комуниста Југославије Савез комуниста Србије                       |
| 8. 1986—1989. (1986)                 | 5                                    |                                      | Александар Бакочевић (1928—2007)     | 29. април 1986.                      | 4. децембар 1989.                    | 3 године, 219 дана                   |                                        | Савез комуниста Југославије Савез комуниста Србије                       | Савез комуниста Југославије Савез комуниста Србије                       |
| 9. 1989—1992. (10. и 12.11.1989)     | 6                                    |                                      | Милорад Унковић (1945—2013)          | 4. децембар 1989.                    | 2. јул 1992.                         | 2 године, 181 дан                    |                                        | Савез комуниста Србије (до 1990) Социјалистичка партија Србије (од 1990) | Савез комуниста Србије (до 1990) Социјалистичка партија Србије (од 1990) |
| 10. 1992—1993. (31.5. и 14.6.1992)   | 7                                    |                                      | Слободанка Груден (рођенa 1940)      | 2. јул 1992.                         | 4. фебруар 1993.                     | 1 година, 356 дана                   |                                        | Социјалистичка партија Србије                                            | Социјалистичка партија Србије                                            |
| 11. 1993—1996. (20.12.1992)          | 7                                    | 4. фебруар 1993.                     | Слободанка Груден (рођенa 1940)      | 22. јун 1994.                        | поднела оставку                      | 1 година, 356 дана                   |                                        | Социјалистичка партија Србије                                            | Социјалистичка партија Србије                                            |
| 11. 1993—1996. (20.12.1992)          | 8                                    |                                      | Небојша Човић (рођен 1958)           | 23. јун 1994.                        | 21. фебруар 1997.                    | 2 године, 243 дана                   |                                        | Социјалистичка партија Србије                                            | Социјалистичка партија Србије                                            |
| 12. 1996—2000. (3.11.1996)           | 9                                    |                                      | Зоран Ђинђић (1952—2003)             | 21. фебруар 1997.                    | 30. септембар 1997.                  | 221 дан                              | смењен                                 | ДС                                                                       | Коалиција Заједно                                                        |
| 12. 1996—2000. (3.11.1996)           | /                                    |                                      | Милан Божић (рођен 1952)             | 30. септембар 1997.                  | 22. јануар 1999.                     | 1 година, 114 дана                   | в.д. као потпредседник Скупштине града | СПО                                                                      | СПО и СПС                                                                |
| 12. 1996—2000. (3.11.1996)           | 10                                   |                                      | Војислав Михаиловић (рођен 1951)     | 22. јануар 1999.                     | 5. октобар 2000.                     | 1 година, 257 дана                   |                                        | СПО                                                                      | СПО и СПС                                                                |
| 13. 2000—2004. (24.9.2000)           | 11                                   |                                      | Милан Ст. Протић (рођен 1957)        | 5. октобар 2000.                     | 21. фебруар 2001.                    | 139 дана                             | поднео оставку                         | Нова Србија                                                              | Демократска опозиција Србије                                             |
| 13. 2000—2004. (24.9.2000)           | /                                    |                                      | Драган Јочић (рођен 1960)            | 21. фебруар 2001.                    | 1. јун 2001                          | 100 дана                             | в.д. као потпредседник Скупштине града | ДСС                                                                      | Демократска опозиција Србије                                             |
| 13. 2000—2004. (24.9.2000)           | 12                                   |                                      | Радмила Хрустановић (рођена 1952)    | 1. јун 2001.                         | 26. новембар 2004.                   | 3 године, 178 дана                   |                                        | ГСС                                                                      | Демократска опозиција Србије                                             |

## 2004 — данас
| председници Скупштине града Београда | председници Скупштине града Београда | председници Скупштине града Београда | председници Скупштине града Београда | председници Скупштине града Београда | председници Скупштине града Београда | председници Скупштине града Београда | председници Скупштине града Београда                                                      | председници Скупштине града Београда         | председници Скупштине града Београда    |
| сазив и избори                       | рб                                   | портрет                              | име и презиме (рођен—умро)           | почетак                              | крај                                 | трајање мандата                      | напомена                                                                                  | политичка партија                            | политичка подршка                       |
| ------------------------------------ | ------------------------------------ | ------------------------------------ | ------------------------------------ | ------------------------------------ | ------------------------------------ | ------------------------------------ | ----------------------------------------------------------------------------------------- | -------------------------------------------- | --------------------------------------- |
| 14. 2004—2008. (3.10.2004)           | 13                                   |                                      | Милорад Перовић (рођен 1960)         | 26. новембар 2004.                   | 8. октобар 2007.                     | 2 године, 316 дана                   | поднео оставку                                                                            | ДСС                                          | ДСС, ДС и Г17 плус                      |
| 14. 2004—2008. (3.10.2004)           | 14                                   |                                      | Зоран Алимпић (рођен 1965)           | 8. октобар 2007.                     | 21. јул 2008.                        | 287 дана                             | као председник Скупштине града вршио дужност градоначленика Београда                      | ДС                                           | ДСС, ДС и Г17 плус                      |
| 15. 2008—2012. (11.5.2008)           | 15                                   |                                      | Бранислав Белић (1932—2016)          | 21. јул 2008.                        | 15. децембар 2008.                   | 147 дана                             | као председник Скупштине града вршио дужност градоначленика Београда до 19. августа 2008. | ДС                                           | За европски Београд, СПС—ПУПС и ЛДП     |
| 15. 2008—2012. (11.5.2008)           | 16                                   |                                      | Александар Антић (рођен 1969)        | 15. децембар 2008.                   | 12. јун 2012.                        | 4 године, 258 дана                   |                                                                                           | СПС                                          | За европски Београд, СПС—ПУПС и ЛДП     |
| 16. 2012—2014. (6.5.2012)            | 16                                   | 12. јун 2012.                        | Александар Антић (рођен 1969)        | 30. август 2013.                     | поднео оставку                       | 4 године, 258 дана                   | Избор за бољи Београд и СПС—ПУПС—ЈС                                                       | СПС                                          |                                         |
| 16. 2012—2014. (6.5.2012)            | /                                    |                                      | Зоран Алимпић (рођен 1965)           | 30. август 2013.                     | 18. новембар 2013.                   | 80 дана                              | Избор за бољи Београд и СПС—ПУПС—ЈС                                                       | в.д. као заменик председника Скупштине града | ДС                                      |
| 16. 2012—2014. (6.5.2012)            | /                                    |                                      | Привремени орган града Београда      | 18. новембар 2013.                   | 23. април 2014.                      | 156 дана                             | председник Привременог органа био је Синиша Мали                                          | СНС, СПС, ДСС и ДС                           | СНС, СПС, ДСС и ДС                      |
| 17. 2014—2018. (16.3.2014)           | 17                                   |                                      | Никола Никодијевић (рођен 1981)      | 23. април 2014.                      | 9. мај 2018.                         | 9 година, 190 дана                   |                                                                                           | СПС                                          | Будућност у коју верујемо и СПС—ПУПС—ЈС |
| 18. 2018—2022. (4.3.2018)            | 17                                   | 9. мај 2018.                         | Никола Никодијевић (рођен 1981)      | 11. јун 2022.                        | Зато што волимо Београд и СПС—ЈС—ЗС  | 9 година, 190 дана                   |                                                                                           | СПС                                          |                                         |
| 19. 2022—2024. (3.4.2022)            | 17                                   | 11. јун 2022.                        | Никола Никодијевић (рођен 1981)      | 30. октобар 2023.                    | Заједно можемо све и СПС—ЈС—ЗС       | 9 година, 190 дана                   |                                                                                           | СПС                                          |                                         |
| 19. 2022—2024. (3.4.2022)            | /                                    |                                      | Привремени орган града Београда      | 30. октобар 2023.                    | 21. јун 2024.                        | 235 дана                             | председник Привременог органа био је Александар Шапић                                     | СНС, СПС, ССП и ЗЛФ                          | СНС, СПС, ССП и ЗЛФ                     |
| 20. 2024— (17.12.2023; 2.6.2024)     | 17                                   |                                      | Никола Никодијевић (рођен 1981)      | 21. јун 2024.                        | тренутно                             | 1 година, 40 дана                    |                                                                                           | СПС                                          | Београд сутра                           |